# Ринне, Эва
Эва Ринне (эст. Eva Rinne; 6 марта 1967, Таллин) — советская биатлонистка, серебряный призёр чемпионата СССР в эстафете (1988).

## Биография
Училась в школе № 10 г. Таллина. Занималась лыжными гонками и биатлоном в спортивном клубе Ленинского района Таллина у тренеров Хельги Киви (лыжи) и Тыну Пяясуке (биатлон). Была призёром юниорских соревнований Эстонской ССР по лыжным гонкам и летнему биатлону. Представляла спортивное общество «Динамо» и город Таллин.
С 1984 года выступала на взрослых соревнованиях. Бронзовый призёр чемпионатов Эстонской ССР по лыжным гонкам (1984, 1985), серебряный призёр по биатлону в спринте (1986). В 1987 году стала чемпионкой Эстонской ССР в спринте и индивидуальной гонке.
На чемпионате СССР 1988 года, проходившем в Свердловске, стала серебряным призёром в эстафете в составе сборной Эстонской ССР вместе с Зоей Первушиной и Кайей Парве.
В конце 1980-х годов закончила спортивную карьеру. Работает в Северо-Эстонской службе спасения, в 2008—2012 годах — начальник отдела, с 2012 года — заместитель директора. Награждена «Золотым крестом» службы спасения. Принимает участие в соревнованиях по спортивному ориентированию.